# Королець строкатий
Королець строкатий (Poecilodryas hypoleuca) — вид горобцеподібних птахів родини тоутоваєвих (Petroicidae). Ендемік Нової Гвінеї.

## Опис
Довжина птаха становить 13-15 см. Забарвлення чорно-біле. Верхня частина тіла чорна. Від ока до дзьоба іде чорна смуга, над очима білі «брови». Нижня частина тіла біла, на крилах білі плями. Дзьоб чорний, очі карі, лапи сірі або рожеві.

## Раціон
Строкатий королець — комахоїдний птах, що шукає здобич у підліску або на землі.

## Поширення і екологія
Строкатий королець є ендеміком Нової Гвінеї. Він поширений на більшій частині острова, від півострова Гуон на сході до західного узбережжя, а також на численних островах вздовж західного узбережжя, однак повністю відсутній на півдні острова, в басейні річки Флай. Він здебільшого мешкає в заболочених рівнинних тропічних лісах, на висоті до 1200 м над рівнем моря. Часто зустрічається парами, живе в підліску або на землі.

## Підвиди
Виділяють три підвиди строкатого корольця:
- P. h. steini Stresemann e Paludan, 1932 (острів Вайгео);
- P. h. hypoleuca (G. R. Gray, 1859) (острівці біля західного узбережжя Нової Гвінеї, а також сама Нова Гвінея, її західні і південно-східні райони);
- P. h. hermani Madarász, 1894 (північ Нової Гвінеї).